# 荃灣享和街弒母殺妹案
荃灣享和街弒母殺妹案是2010年在香港荃灣享和街發生的一件倫常命案，兇手為15歲長子簡家良，他於寓所內斬殺其母親藍連金及妹妹簡仲榆。犯案後，簡家良逃到街上遊蕩並報警自首。2012年2月1日，簡家良在香港高等法院承認2項誤殺罪，經精神科醫生診斷，證實他犯案時正處於思覺失調症的狀態，因此被判處無限期醫院令。

## 背景
簡氏一家四口居住在荃灣享和街安豐大廈的寓所，父母於2004年起在寓所對面街經營24小時營業的「飯飯好餐廳」，並育有簡家良和簡仲榆一對子女，一家人關係一直正常。
簡家良性格孤僻，平日喜歡埋首上網、打遊戲機和看小說，在校時很少與同學傾談，平日偶有怪異行為，例如會以硬物將其寓所門外的牆壁劃上充滿怨憤的塗鴉字句及一些奇怪符號。案發時正值暑假，父親簡福駒為免他在暑假期間無所事事，便要求他午市時段到「飯飯好」當暑期工工作4小時。

## 案發經過
2010年7月21日晚上8時，簡家良、母親和妹妹在「飯飯好」吃晚飯，期間有說有笑，之後母親和妹妹於10時先行回家，他繼續與主理晚間生意的父親留在「飯飯好」打遊戲至凌晨1點半妹妹致電催促才回家，之後戴上黑色手套在客廳等待母親和妹妹就寢。2時15分，他看見妹妹走出睡房，便拿起菜刀亂刀狂斬妹妹，而母親聞妹妹呼叫聲亦步出客廳，他迅速狂斬母親，令母親來不及反應便失去知覺，直至妹妹和母親均停止叫喊和呼吸，他才停下手。犯案後，他換去身上染血的衣服、穿上黑色T恤，並把染血菜刀、香港地圖及指南針放進背包，他本打算沿後樓梯離家，但走了數級後又折返18樓乘升降機。一路上他仍想再下毒手，但因為左手指、右手掌及腳趾被斬傷而作罷。他在街上遊蕩了2公里，走到荃灣海濱公園，隨後他於3時41分坐在公園一個涼亭的長凳上致電999報案中心自首，聲稱殺死了母親和妹妹。警方接報後兵分兩路趕往現場，其中一隊警員抵達荃灣海濱公園，發現他神色慌張、雙手淌血，更在其背包檢獲一把染血菜刀及一隻染血手套，遂將他拘捕並送院治療，期間他喃喃自語：「斬死他們，這個世界少點人會好點……」
簡家良自首後一度精神不穩定而無法說出住址，警員經過一番努力才找到其寓所破門入屋，赫見母親和妹妹倒臥客廳的血泊中，已明顯死亡，二人被斬至皮開肉綻，屋內一片凌亂及血漬斑斑。法醫為母親和妹妹驗屍證實死因是失血過多，母親被斬17刀，頸部、氣管及頸動脈及脊椎均被切斷，沒有反抗造成的創傷，推測她遭遇突襲，來不及反應便失去知覺；妹妹則頭部、臉及手腳有約34處刀傷，相信她遇襲時仍然清醒，因頭部、背部及手腳連環中刀才失去知覺。當警方正式落案控告簡家良謀殺罪時，其情緒一度像決堤般，嚎啕大哭了一場，警員以為他會將案發經過及動機和盤托出之際，他卻突然冷靜下來，繼續保持緘默。

## 審訊
2010年7月24日、8月6日及9月17日，案件在荃灣裁判法院少年法庭提堂，被告簡家良被控2項謀殺罪。控罪指簡家良於2010年7月22日在其位於享和街安豐大廈的寓所內，謀殺42歲母親藍連金及12歲妹妹簡仲榆。聆訊後，簡家良被還押小欖精神病治療中心看管。（聆訊案件編號：TWCC 700073/2010）
2012年2月1日，案件於香港高等法院開審。簡家良否認2項謀殺罪，但承認2項誤殺罪。（案件編號：HCCC 186/2011）

### 精神心理報告
簡家良的精神科報告透露，在案發前一年，他對於科技、環境和世界人口有很多想法，而腦內會有一把聲音跟他談話及討論。他相信自己是肩負改善世界和生活使命的「地球拯救者」，只要地球減少一半人口，方能避免污染和節省資源浪費，因此他十分憎恨自私貪心人類；同時他開始思考人生的意義，覺得殺人可能是人生中一種充滿意義的嘗試。

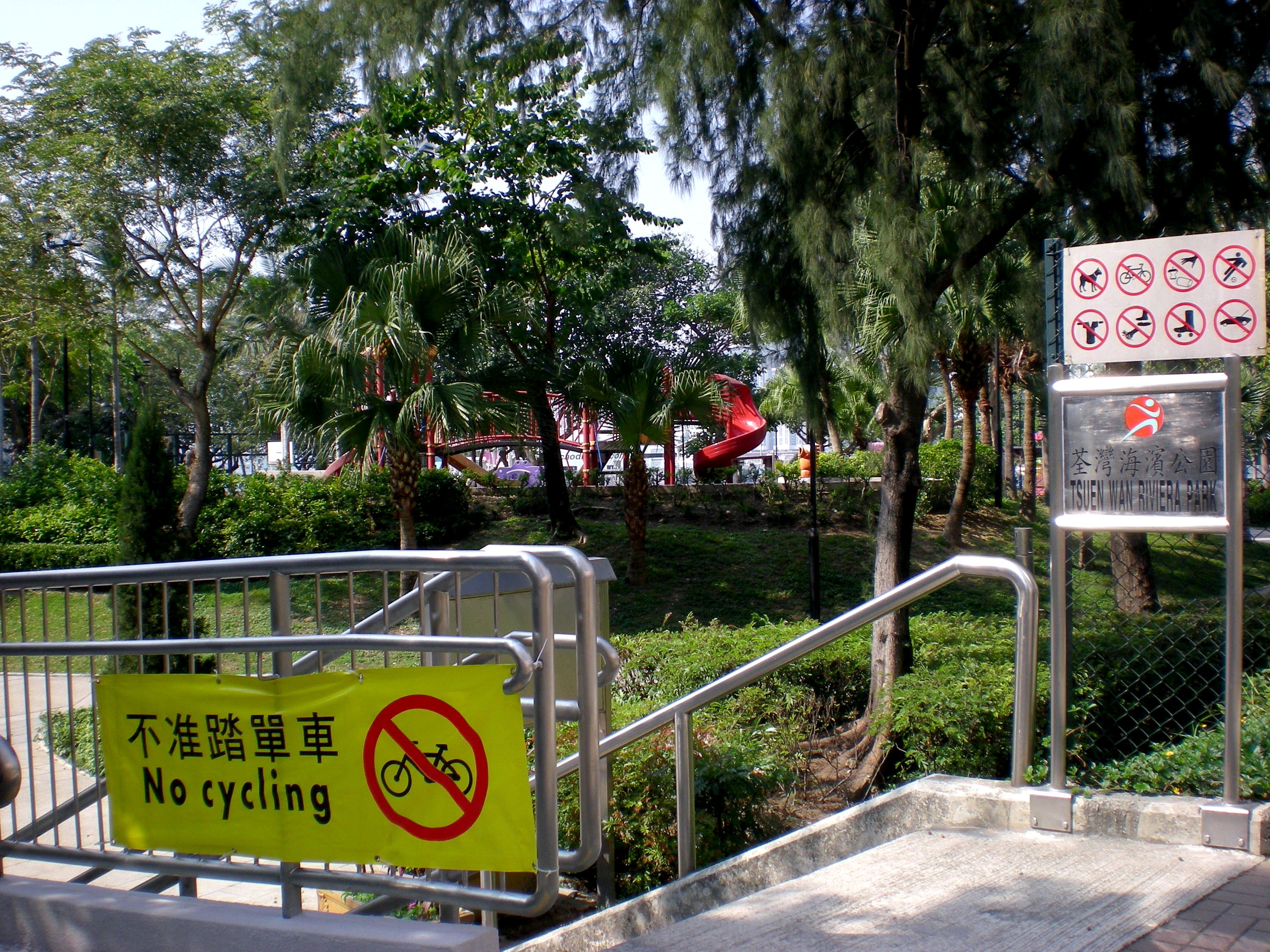
簡家良犯案後一路遊蕩到荃灣海濱公園

案發前1個月，由於不斷出現環境受破壞的新聞，令簡家良的殺人念頭越發強烈，他決定在2010年7月21日星期三行兇，因為他喜歡「7」和「3」。7月21日，他曾到荃灣海濱公園、街上和擁擠的地方尋找目標但不果，遂歸家並考慮是否向其母親和妹妹下手。至晚上10時許，母親和妹妹自「飯飯好」回家，而他則留在「飯飯好」內打遊戲至凌晨1時半才回家，然後一直在客廳等待母親和妹妹就寢。凌晨2時15分，妹妹起床走出睡房，他立即從後亂刀狂斬妹妹頭顱及背部，母親聞妹妹呼叫聲亦步出客廳，他迅速狂斬母親，令母親來不及反應便失去知覺。直至妹妹和母親均停止叫喊和呼吸，他才停下手，妹妹和母親各被斬了34刀和17刀，失血過多而亡。
及後，他換去身上染血的衣服，並把菜刀、香港地圖及指南針放進背包便離家。一路上他仍想再下毒手，一度伸手想掐路人頸部，惟被對方一手推開，走着走着，他覺得自己很失敗，因為殺人過程沒有想像中容易和快速。最後他走到了荃灣海濱公園，在該處徘徊至凌晨3時15分，然後報警自首。被拘捕後他神情怪異地對警員喃喃自語︰「洪水……冰川……這個世界太多人……聽到佛祖跟我說，斬死他們……斬死他們，這個世界少點人會好點……」「我要繼續斬，斬死那些壞人。我在李城璧中學就讀3A班，世界變了，人要死，冰川融化，大浪西灣又收回。我有兩條路，一條是繼續斬，一條是報警，但我現在沒有選擇，我受了傷，只能報案……」

### 辯方求情
辯方求情時稱，此案件發生毫無預警，根據簡家良的學校老師信件及精神科專家報告，他過往對人善良，有責任心，直至他被捕時才道出自己受幻聽所困擾的實情，令他的家人被自己殺死。
辯方律師代表簡家良的父親為簡家良求情時表示，父親是位盡心工作的小商人，卻突然遇上此事件，令他一夜之間痛失家人，他雖受沉重打擊，但仍定期探望簡家良，並盡力提供簡家良的資料協助警方調查希望能幫他重回正軌。簡家良的父親與老師均表示，簡家良在校表現良好，從沒察覺有任何異常。

## 判決
2012年2月1日，主審法官韋毅志作出裁決，他判刑時形容案件是齣不折不扣的悲劇。他引述4份控方和辯方的精神科專家報告，均診斷出簡家良曾有幻聽徵象，且於案發時正受精神分裂症影響，而事前毫無徵兆，故建議簡家良須入院接受沒有期限的精神治療。
韋毅志接納專家建議，判處簡家良到小欖精神病治療中心接受無限期醫院令，直至不會對社會造成危害才能獲釋。

## 各界反應
簡家良就讀的保良局李城璧中學對案件感到非常難以置信及痛心，學校形容簡家良校內成績中等、操行良好、與同學相處融洽，由於他性格內向，故老師對其印象不深，他亦沒有向社工求助的紀錄。而簡家良和妹妹均畢業於荃灣潮州公學，該校表示十分驚愕及難過，指簡家良的高年級考試成績一直位置班內三甲，並非頑劣學生；至於妹妹性格溫文有禮，勇於參與服務，與同學關係不俗，成績良好。而簡家良的同班同學則認為簡家良予人感覺冷漠，平日只會問一句答一句，也曾有同學發現簡家良筆袋內藏有多把剪刀和放大鏡而無法合理解釋的怪異行為。
案發後，妹妹的好友們紛紛到其個人網誌留言悼念，表達悲痛之情。另外，與簡氏一家過從甚密的鄰里們對於案件感到愕然，他們稱在案發前幾天也不發現簡家良有出現任何問題，兩兄妹仍像以往一樣經常到「飯飯好」幫父母忙，十分乖巧有禮，偶爾會如普遍的兄妹般因瑣事吵架，簡家良不時會在「飯飯好」內上網打遊戲。而「飯飯好」的員工指東主夫婦（即兩兄妹父母）很勤勞，會24小時輪流看店，生意打理得井井有條，早前更與業主續約10年，東主夫婦對員工們亦非常好，當員工遇上經濟等困難時定會出手相助。但有員工指出簡家良工作態度十分被動，甚至老闆曾指派簡家良送外賣，他很久才回來，一入門即大發脾氣。
簡家良閒時喜愛閱讀台灣小說家九把刀的著作，九把刀對於有讀者涉嫌殺害親人感到十分殘忍，但不認為受到其有血腥暴力情節作品的影響，謂：「我在每本書的序言，均強調故事的真正意義，以引導讀者以正面態度來閱讀，不希望讀者曲解；作品只是將社會暴力一面呈現出來，反映現實，除了血腥暴力，我亦不時透過小說宣揚母愛的偉大，如果看過我寫的《媽．親一下》，就肯定不會傷害母親。」

### 分析
香港精神科醫學院代表李永堅醫生及精神科醫生張建良指出，精神分裂症的發病高峰期正是10多歲的青少年，患者通常在事發前與正常人無異，實則數日前已有妄想症狀，包括脾氣暴躁、語無倫次、情緒不穩、有幻覺、躲在房間減少與人溝通及自理能力減弱，只是不被察覺，而患者也未必因一些突然的刺激觸發他狂性大發。他們提醒市民不要對家人的異常行為置諸不理，若發現家人性情突變，就要提高警覺，尋求專業意見。

## 後續
案發後，簡氏一家四口只剩下父親，他因而患上抑鬱症，經常自責未能好好保護妻女、沒有及早察覺兒子有精神病。此外，他沒有即時從案發單位搬離和裝修，以記念和陪伴妻女，並將心思寄託到「飯飯好」上，但最終還是抵受不住心理壓力，於2012年8月將「飯飯好」頂讓出去。另外，他不斷透過電腦寫信給妻女及兒子訴說心事，抒發情緒，不過他亦表示：「我一定不會恨兒子，我會原諒他」，故他一星期至少會探望兒子數次，一起討論時事、環保、人類等議題，希望糾正兒子的價值觀，而兒子亦有向他表達悔意及關心，他希望在自己有生之年，兒子能康復出院，他再盡父親責任，在旁扶持成長，並帶他到母親和妹妹的墳墓前拜祭認錯。經過多年治療，簡家良病情有所好轉，並已獲准從小欖精神病治療中心轉往青山醫院監管。

### 改編作品
此案件被改編成2024年上映的電影《爸爸》，由翁子光執導及編劇，劉青雲、谷祖琳、蘇文濤及熊諾頤主演，電影拍攝取材獲得本案父親的支持和協助。

## 外部連結
- HKSAR v. KAN KA LEUNG HCCC 186/2011（高等法院判詞）（英文）
- 簡家良(良仔)，冇大家講得咁差，識佢既朋友互相支持 （页面存档备份，存于） （粵語）
- 乖少年殺母妹：世界少啲人咪好 蘋果動新聞 （页面存档备份，存于） （粵語）